# Mansfield (Arkansas)
Mansfield é uma cidade localizada no estado americano de Arkansas, no Condado de Scott e Condado de Sebastian.

## Demografia
Segundo o censo americano de 2000, a sua população era de 1097 habitantes.
Em 2006, foi estimada uma população de 1123, um aumento de 26 (2.4%).

## Geografia
De acordo com o United States Census Bureau, a localidade tem uma área de 5,9 km², dos quais 5,8 km² cobertos por terra e 0,1 km² cobertos por água.

## Localidades na vizinhança
O diagrama seguinte representa as localidades num raio de 24 km ao redor de Mansfield.